# Faisal Abdulaziz
Faisal Abdulaziz (Baréin; 8 de enero de 1968 – Baréin; 19 de febrero de 2021) fue un futbolista de Baréin que jugó en la posición de defensa.

## Carrera

### Club
Jugó toda su carrera con el Muharraq Club de 1985 a 2005, con el que fue nueve veces campeón nacional y ganó 11 copas nacionales.

### Selección nacional
Jugó para Baréin en 48 ocasiones de 1996 a 2004 y anotó un gol; participó en la copa Asiática 2004 y en los Juegos Asiáticos de 2002.

## Logros
- Liga Premier de Baréin (9): 1985–86, 1987–88, 1990–91, 1991–92, 1994–95, 1998–99, 2000–01, 2002, 2003–04
- Copa del Rey de Baréin (8): 1989, 1990, 1993, 1995, 1996, 1997, 2002, 2005
- Copa FA de Baréin (1): 2005
- Copa Príncipe de la Corona de Baréin (1): 2001
- Supercopa de Baréin (1): 1995